# Lysana minasensis
Lysana minasensis är en fjärilsart som beskrevs av William Schaus 1928. Lysana minasensis ingår i släktet Lysana och familjen tandspinnare. Inga underarter finns listade i Catalogue of Life.